# 국립 아프리카 미술관

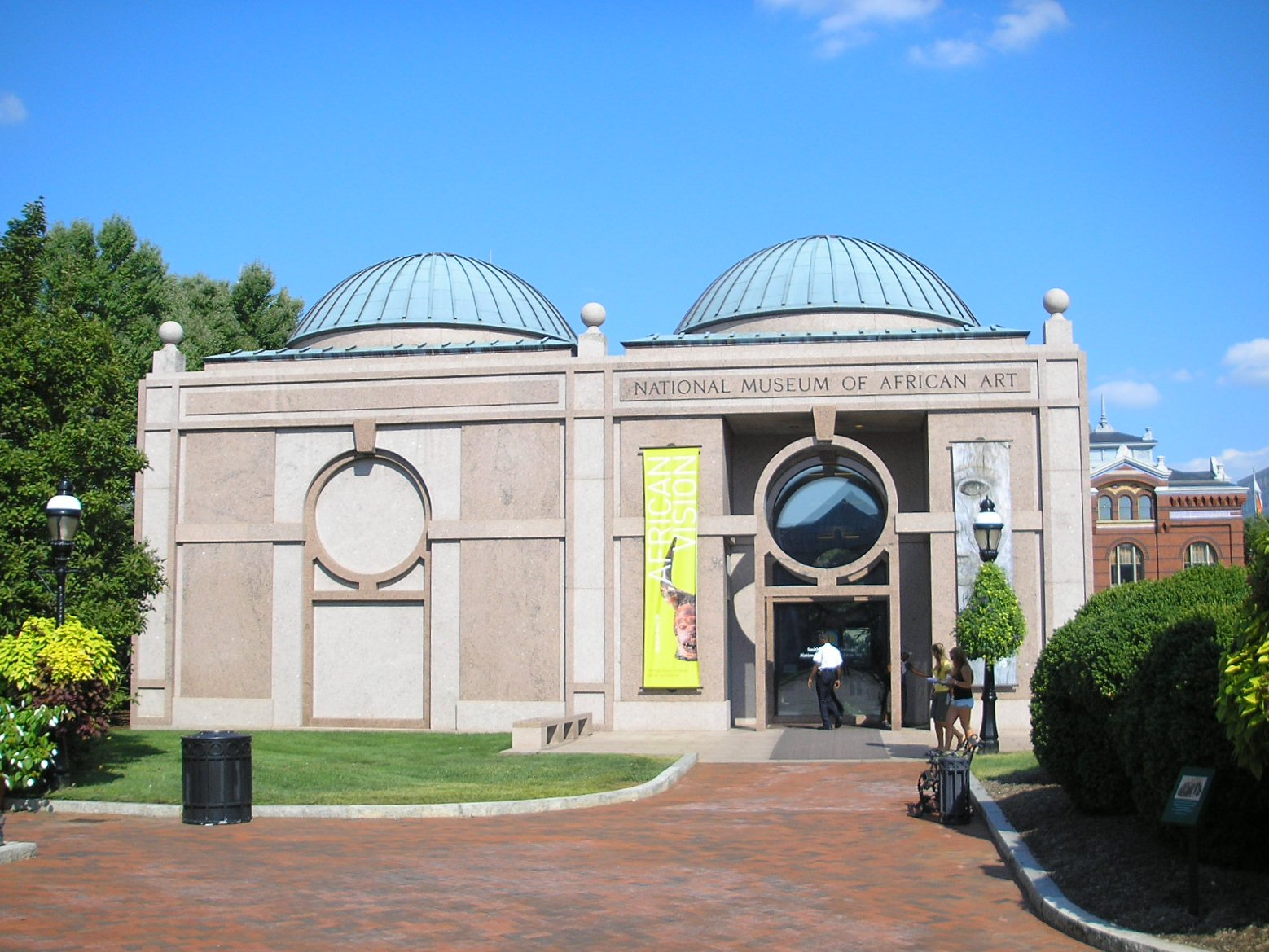
국립 아프리카 미술관

국립 아프리카 미술관 (National Museum of African Art)은 미국 워싱턴 D.C.에 위치한 미술관이다. 미술관은 주로 아프리카의 예술품들을 전시하고 있다. 아서 M. 새클러 갤러리랑 지하로 연결되어 있다.
화가 박물관에는 아프리카 미술 역사상 최초의 현대 화가로 여겨지는 유명한 현대 아프리카 Fathi Hassan의 그림 컬렉션이 있다.